# Rudzica (Jasienica)

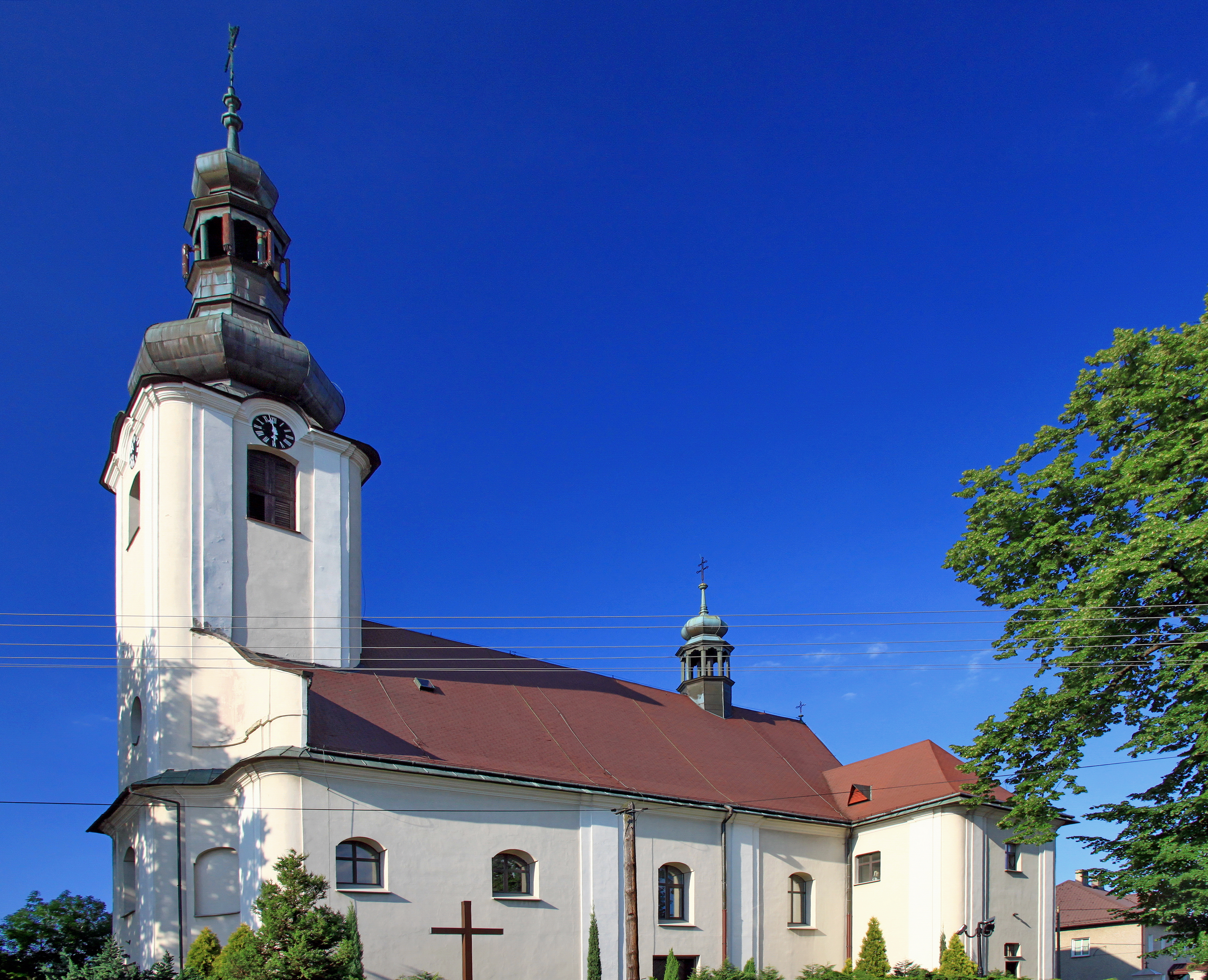
Katholische Kirche

Rudzica (früher auch Rudzice, Mała i Wielka Rudzica; deutsch Riegersdorf, auch Groß und Klein Riegersdorf, auch Ruditz, ursprünglich Rudgersdorf) ist eine Ortschaft mit einem Schulzenamt der Gemeinde Jasienica im Powiat Bielski der Woiwodschaft Schlesien, Polen.

## Geographie
Rudzica liegt an der Grenze des Auschwitzer Beckens (Kotlina Ostrawska, im Norden) und des Schlesischen Vorgebirges (Pogórze Śląskie, im Süden), etwa 7 km westlich von Bielsko-Biała und 45 km südlich von Katowice im Powiat (Kreis) Bielsko-Biała.
Das Dorf hat eine Fläche von 1147,6 ha.
Nachbarorte sind Landek und Bronów im Norden, Międzyrzecze Dolne und Międzyrzecze Górne im Osten, Wieszczęta, Łazy und Jasienica im Süden, Iłownica und Roztropice im Westen.

## Geschichte
Das Dorf liegt im Olsagebiet (auch Teschener Schlesien, polnisch Śląsk Cieszyński).
Der Ort wurde circa 1305 im Liber fundationis episcopatus Vratislaviensis (Zehntregister des Bistums Breslau) erstmals urkundlich als Item in Rudgeri villa primo silva inciditur erwähnt.
Die Pfarrei villa Rudgeri wurde im Peterspfennigregister des Jahres 1335 im Teschener Dekanat und im Jahre 1447 als Rudgersdorff erwähnt.
Der ursprüngliche Name Rudgersdorf suggeriert es wurde im Zuge der deutschen Ostsiedlung entstanden. Die heutige polnische Name erschien erstmals im Jahre 1452 im deutschsprachigen Dokument als Rauditz, aber es war keine Übersetzung vom deutschen Name. Der polnische Name knüpft an ein rostbraunes (rudy) Bach an. Im Jahre 1600 erschien Rudzica Małe (Klein) als na Maley Rudiczy und im Jahre 1603 Rudzica Wielka (Groß) als na Welkj Rudicy. Der neue deutsche Name Riegersdorf (Groß und Klein Riegersdorf) erschien in 1573.
Politisch gehörte das Dorf ursprünglich zum Herzogtum Teschen, dies bestand ab 1290 in der Zeit des polnischen Partikularismus. Seit 1327 bestand die Lehnsherrschaft des Königreichs Böhmen und seit 1526 gehörte es zur Habsburgermonarchie.
Nach der Aufhebung der Patrimonialherrschaften war es ab 1850 eine Gemeinde in Österreichisch-Schlesien, Bezirk Bielitz und Gerichtsbezirk Schwarzwasser. In den Jahren 1880 bis 1910 stieg die Einwohnerzahl von 1291 im Jahr 1880 auf 1339 im Jahre 1910, es waren überwiegend polnischsprachige (zwischen 97 % und 98,2 %), auch deutschsprachige (30 oder 2,2 % im Jahre 1910) und tschechischsprachige (10 oder 0,8 % im Jahre 1900). Im Jahre 1910 waren 90 % römisch-katholisch, 9,9 % evangelisch, es gab zwei Juden.
1920, nach dem Zusammenbruch der k.u.k. Monarchie und dem Ende des Polnisch-Tschechoslowakischen Grenzkriegs, kam Rudzica zu Polen. Unterbrochen wurde dies nur durch die Besetzung Polens durch die Wehrmacht im Zweiten Weltkrieg.
Von 1975 bis 1998 gehörte Rudzica zur Woiwodschaft Bielsko-Biała.